# Veli-Matti Kärkkäinen
Veli-Matti Kärkkäinen, född 1958, är en finländsk teolog och professor i systematisk teologi vid Fuller Theological Seminary i Pasadena, Kalifornien. Han är docent i ekumeni vid Helsingfors universitet. Han har även undervisat i teologi i Thailand. Förutom böcker har han skrivit omkring 200 artiklar och essäer.